# Liste der denkmalgeschützten Objekte in Klášterec nad Ohří
Grundlage dieser Liste der denkmalgeschützten Objekte in Klášterec nad Ohří ist die ÚSKP-Liste (Ústřední seznam kulturních památek České republiky, deutsch Zentrale Liste der Kulturdenkmäler der Tschechischen Republik), die von der tschechischen Denkmalschutzbehörde NPÚ (Národní památkový ústav, deutsch Nationale Denkmalbehörde) seit 1987 geführt wird und an die seit dem Jahr 1850 geschaffenen Listen anschließt.

## Denkmalgeschützte Objekte nach Ortsteilen

### Klášterec nad Ohří(Klösterle an der Eger)
| Lage                                                               | Objekt                              | Beschreibung | ÚSKP-Nr.                 | Bild                                |
| ------------------------------------------------------------------ | ----------------------------------- | --- | ------------------------ | ----------------------------------- |
| Klášterec nad Ohří 1 (Standort)                                    | Schloss Klösterle an der Eger       | Schloss Klösterle (Zámek Klášterec nad Ohří) mit Sala terrena und Statuen von Johann Brokoff                                                                              | 42131/5-547 Info Katalog | weitere Bilder                      |
| Klášterec nad Ohří (Standort)                                      | Dreifaltigkeitskirche               | Dreifaltigkeitskirche, erbaut 1665–1670 nach Plänen von Carlo Lurago, mit Thunscher Grabkapelle                                                                           | 34450/5-548 Info Katalog | weitere Bilder                      |
| Klášterec nad Ohří (Standort)                                      | Säule mit Dreifaltigkeitsskulptur   | Säule mit Dreifaltigkeitsskulptur an der Thunschen Grabkapelle neben Dreifaltigkeitskirche, urspr. in Niklasdorf bei Klösterle                                            | 37051/5-551 Info Katalog | Säule mit Dreifaltigkeitsskulptur   |
| Klášterec nad Ohří, Chomutovská 2 (Standort)                       | Haus Nr. 2                          | Bürgerhaus | 39033/5-558 Info Katalog | Haus Nr. 2                          |
| Klášterec nad Ohří, nám. Eduarda Beneše (Standort)                 | Säule mit Dreifaltigkeitsskulptur   | Säule mit Dreifaltigkeitsskulptur und Statuen des hl. Johannes von Nepomuk, des hl. Franziskus Xaverius, des hl. Antonius von Padua und des hl. Cajetan                   | 15584/5-652 Info Katalog | weitere Bilder                      |
| Klášterec nad Ohří, Zahradní 10 (Standort)                         | Haus Nr. 10                         | Bürgerhaus | 16071/5-559 Info Katalog | Haus Nr. 10                         |
| Klášterec nad Ohří, Zahradní 12 (Standort)                         | Haus Nr. 12                         | Bürgerhaus | 47154/5-560 Info Katalog | Haus Nr. 12                         |
| Klášterec nad Ohří, Kyselka 20 (Standort)                          | Schießhaus                          | ehem. Schießhaus am Kurbad Eugenie, jetzt Gaststätte | 46122/5-562 Info Katalog | Schießhaus                          |
| Klášterec nad Ohří, Kyselka gegenüber Nr. 20 (Standort)            | Destillerie                         | ehem. Destillerie (Abfüllanlage) am Kurbad Eugenie | 28244/5-563 Info Katalog | Destillerie                         |
| Klášterec nad Ohří, Kyselka (Standort)                             | Statue des hl. Johannes von Nepomuk | Statue des hl. Johannes von Nepomuk, am Kurbad Eugenie | 20152/5-568 Info Katalog | Statue des hl. Johannes von Nepomuk |
| Klášterec nad Ohří, am Friedhof (Standort)                         | Kirche Unserer Lieben Frau          | Wallfahrtskirche Unserer Lieben Frau bzw. Maria-Trost-Kirche (Kostel Panny Marie Utěšitelky) von Johann Christoph Kosch (um 1760) mit Deckenfresko von Josef Hager        | 17891/5-549 Info Katalog | weitere Bilder                      |
| Klášterec nad Ohří, Kostelní 68 (Standort)                         | Haus Nr. 68                         | Bürgerhaus | 30937/5-566 Info Katalog | Haus Nr. 68                         |
| Klášterec nad Ohří, Kostelní 70 (Standort)                         | Haus Nr. 70                         | Bürgerhaus | 31761/5-564 Info Katalog | Haus Nr. 70                         |
| Klášterec nad Ohří, Kostelní 71 (Standort)                         | Haus Nr. 71                         | Bürgerhaus | 31046/5-565 Info Katalog | Haus Nr. 71                         |
| Klášterec nad Ohří, Chomutovská 83 (Standort)                      | Haus Nr. 83                         | Bürgerhaus | 17776/5-567 Info Katalog | Haus Nr. 83                         |
| Klášterec nad Ohří, Chomutovská 84 (Standort)                      | Haus Nr. 84                         | Bürgerhaus | 13987/5-561 Info Katalog | Haus Nr. 84                         |
| Klášterec nad Ohří, Kostelní 97 (Standort)                         | Pfarrhaus Nr. 97                    | Pfarrhaus | 18990/5-557 Info Katalog | Pfarrhaus Nr. 97                    |
| Klášterec nad Ohří 101 (Standort)                                  | Speicher                            | barocker Getreidespeicher mit Skulpturen und Doppelwappen Thun-Harrach von Johann Adam Dietz (1724)                                                                       | 28634/5-550 Info Katalog | weitere Bilder                      |
| Klášterec nad Ohří, Chomutovská (Standort)                         | Mariensäule                         | Mariensäule am Haus Nr. 116 | 39731/5-553 Info Katalog | Mariensäule                         |
| Klášterec nad Ohří 120 (Standort)                                  | Porzellanmanufaktur                 | Porzellanfabrik, gegr. 1794 von der Familie Thun und Hohenstein, das Hauptgebäude wurde abgerissen, es existieren nur noch die klassizistischen Nebengebäude (Weber-Haus) | 20069/5-554 Info Katalog | Porzellanmanufaktur                 |
| Klášterec nad Ohří, am Haus Nr. 153 (Standort)                     | Statue des hl. Johannes von Nepomuk | Statue des hl. Johannes von Nepomuk, auf der Brücke am Haus Nr. 153 | 25233/5-552 Info Katalog | Statue des hl. Johannes von Nepomuk |
| Klášterec nad Ohří, Chomutovská (Standort)                         | Mariensäule                         | Mariensäule, am Eingang zum Schlosspark, urspr. in Preßnitz | 34223/5-708 Info Katalog | Mariensäule                         |
| Klášterec nad Ohří, Žižkova (Standort)                             | Säule mit Dreifaltigkeitsskulptur   | Säule mit Dreifaltigkeitsskulptur | 23805/5-569 Info Katalog | Säule mit Dreifaltigkeitsskulptur   |
| Klášterec nad Ohří, Třebízského (Standort)                         | Statue des hl. Johannes von Nepomuk | Statue des hl. Johannes von Nepomuk | 24262/5-690 Info Katalog | Statue des hl. Johannes von Nepomuk |
| Klášterec nad Ohří, Svatopluka Čecha, gegenüber Nr. 242 (Standort) | Statue des hl. Norbert              | Statue des hl. Norbert | 25701/5-732 Info Katalog | Statue des hl. Norbert              |

### Hradiště (Radis)
| Lage                   | Objekt            | Beschreibung                           | ÚSKP-Nr.                 | Bild |
| ---------------------- | ----------------- | -------------------------------------- | ------------------------ | ---- |
| Hradiště 1 (Standort)  | Bauernhaus Nr. 1  | Bauerngehöft, gegenüber Bus-Wartehalle | 22246/5-828 Info Katalog | BW   |
| Hradiště 20 (Standort) | Bauernhaus Nr. 20 | Bauerngehöft                           | 17813/5-827 Info Katalog | BW   |

### Lestkov (Leskau)
| Lage                 | Objekt                        | Beschreibung                               | ÚSKP-Nr.                 | Bild              |
| -------------------- | ----------------------------- | ------------------------------------------ | ------------------------ | ----------------- |
| Lestkov (Standort)   | Burg Egerburg (Hrad Egerberk) | Burgruine Egerburg (Hrad Egerberk)         | 20475/5-723 Info Katalog | weitere Bilder    |
| Lestkov (Standort)   | Bauernhaus, Nr. 1             | Bauerngehöft Nr. 1, ohne nördliche Scheune | 41573/5-724 Info Katalog | Bauernhaus, Nr. 1 |
| Lestkov 3 (Standort) | Bauernhaus Nr. 3              | Bauerngehöft                               | 33248/5-726 Info Katalog | BW                |

### Mikulovice (Niklasdorf)
| Lage                  | Objekt         | Beschreibung                  | ÚSKP-Nr.                 | Bild           |
| --------------------- | -------------- | ----------------------------- | ------------------------ | -------------- |
| Mikulovice (Standort) | Nikolauskirche | Barockkirche des hl. Nikolaus | 25489/5-649 Info Katalog | weitere Bilder |
| Mikulovice (Standort) | Pfarrhaus      | Pfarrhaus, zerstört           | 30505/5-650 Info Katalog | weitere Bilder |

### Rašovice (Roschwitz)
| Lage                | Objekt                            | Beschreibung                                                  | ÚSKP-Nr.                 | Bild           |
| ------------------- | --------------------------------- | ------------------------------------------------------------- | ------------------------ | -------------- |
| Rašovice (Standort) | Schloss Felixburg (Altes Schloss) | Schloss Felixburg (Zámek Felixburk), jetzt Ruine, erbaut 1554 | 45711/5-722 Info Katalog | weitere Bilder |

### Šumná (Schönburg)
| Lage             | Objekt                        | Beschreibung                       | ÚSKP-Nr.                 | Bild           |
| ---------------- | ----------------------------- | ---------------------------------- | ------------------------ | -------------- |
| Šumná (Standort) | Burg Schönburg (Hrad Šumburk) | Burgruine Schönburg (Hrad Šumburk) | 31535/5-555 Info Katalog | weitere Bilder |
| Šumná (Standort) | Herrenhaus                    | Gutshaus, zerstört                 | 47136/5-556 Info Katalog | Herrenhaus     |

### Vernéřov (Wernsdorf)
| Lage        | Objekt      | Beschreibung                                     | ÚSKP-Nr.                 | Bild |
| ----------- | ----------- | ------------------------------------------------ | ------------------------ | ---- |
| Vernéřov () | Mariensäule | Mariensäule, außerhalb des ehem. Dorfes Vernéřov | 16032/5-651 Info Katalog |      |